# Corniolo (Santa Sofia)
Corniolo è una frazione del comune di Santa Sofia (FC).
Situato nella fascia pedemontana dell'Appennino romagnolo si trova a ridosso del parco nazionale delle Foreste Casentinesi, Monte Falterona e Campigna, esattamente nel versante settentrionale dell'Appennino forlivese. Conta circa 167 abitanti.

## Geografia fisica
La frazione si trova ad un'altezza di 589m mentre il castello è posto a 763m s.l.m. Confina con le frazioni di Berleta, Biserno e Campigna, e dista 13 km dal capoluogo comunale. 
Comprende anche l'antico borgo abbandonato di San Paolo in Alpe.

## Storia
La storia di Corniolo inizia nel Medio Evo, quando viene edificato un castello, attorno al quale si sviluppa un borgo. Del castello restano oggi pochi ruderi: l'antica porta ad arco, alta 5 metri e sormontata da uno stemma non più "leggibile" e un tratto della cinta muraria. Nel 1785 il territorio, insieme a quello dell'abbazia di Galeata, viene aggregato alla Diocesi di Sansepolcro; nella organizzazione diocesana la chiesa di San Pietro di Corniolo assume le funzioni di sede di vicariato foraneo per le parrocchie di San Paolo in Alpe, Ridracoli, Berleta, Celle.
Il borgo è stato costruito nuovamente dopo il terremoto del 1918 insieme alla chiesa e all'oratorio.
Un episodio rilevante nella storia locale è stato, nel corso della seconda guerra mondiale, il 2 febbraio 1944,  la creazione della repubblica partigiana del Corniolo, ovvero la riorganizzazione della vita civile di un'ampia porzione di territorio sottratta al controllo di nazisti e fascisti che occupavano il Nord Italia. La brigata partigiana che la realizzò era guidata Riccardo Fedel, un ex-sottoufficiale del Regio Esercito.
La brigata partigiana del dipartimento del Corniolo era parte del Comando generale Brigate Garibaldi, e si sciolse nel marzo 1944.

## Monumenti e luoghi di interesse
- Castello del Corniolo, oggi ridotto a rudere, presenta stemmi e l'antica porta ad arco; si trova su un colle a circa 763 metri ed è rivolto verso il massiccio del Monte Falterona.
- Chiesa di San Pietro, che si affaccia sulla piazza principale.
- Giardino botanico di Valbonella istituito nel 1983 dal Corpo forestale dello stato a 3 km dal paese.
- Chiesa di San Paolo in Alpe, oggetto di un progetto di restauro[1] e posti presso un verdeggiante altopiano.

La località è inserita in una zona naturale incontaminata, con numerosi sentieri, e in vicinanza al parco nazionale delle Foreste Casentinesi, Monte Falterona e Campigna.